# Steve Javie
Steve Javie (nacido el 19 de enero de 1955) es un árbitro de baloncesto profesional que ejerce en la National Basketball Association (NBA) desde la temporada 1986-87. Al comienzo de la temporada 2006-07, Javie había pitado en 1.264 partidos de temporada regular, en 190 partidos de playoff y en 18 partidos de final. Ha pitado en todas las series del campeonato en la NBA desde las finales de 1995.  Según la revista americana Referee, Javie es considerado un gran árbitro y se ha ganado el respeto de toda la comunidad de árbitros por sus habilidades. También destaca en la NBA por la velocidad en la que pita faltas técnicas.
Antes de comenzar su carrera en la NBA, jugó y se graduó en el instituto La Salle. Más tarde jugaría al béisbol para la Universidad de Temple desde 1974 a 1976 y más tarde en la liga estatal de Floridad (Class-A) desde 1978 a 1981. Pasando finalmente al baloncesto, comenzando a ejercer de árbitro en la Continental Basketball Association (CBA) desde 1981 a 1986.
Actualmente es sacerdote católico. 
https://www.inquirer.com/sixers/steve-javie-nba-officiating-archdiocese-philadelphia-catholic-deacon-20190820.html